# Salix divergentistyla
Salix divergentistyla ist ein Strauch oder Baum aus der Gattung der Weiden (Salix) mit meist 3 bis 4,5 Zentimeter langen Blattspreiten. Das natürliche Verbreitungsgebiet der Art liegt in Tibet in der Volksrepublik China.

## Beschreibung
Salix divergentistyla wächst als Strauch oder kleiner Baum. Die Zweige sind bräunlich rot und kahl. Die Laubblätter haben einen etwa 6 Millimeter langen Blattstiel. Die Blattspreite ist schmal elliptisch, 3 bis 4,5 Zentimeter lang und 1,3 bis 1,6 Zentimeter breit. Der Blattrand ist ganzrandig, die Blattbasis und das Blattende sind scharf zugespitzt. Die Blattoberseite ist grün, kahl und hat abgesenkte Blattadern, die Unterseite ist grünlich, zottig behaart, beinahe kahl oder verkahlend und hat eine vorstehende Mittelader. Es werden neun bis zwölf Paare von seitlichen Blattadern gebildet.
Männlichen Blütenstände sind unbekannt. Die weiblichen Kätzchen sind 3,5 bis 5,5 Zentimeter lang und haben einen Durchmesser von etwa 1 Zentimeter. Der Blütenstandsstiel ist lang und trägt zwei oder drei kleine Blätter, die Blütenstandsachse ist flaumig behaart. Die Tragblätter sind breit elliptisch oder breit länglich, etwa so lang wie der Fruchtknoten und leicht bewimpert. Das Blattende ist fast rund, gerundet-gestutzt oder ausgerandet. Die Unterseite ist nahe der Basis braun, die Oberseite kahl. Weibliche Blüten haben eine eiförmige oder rechteckige, ganzrandige oder geteilte adaxiale Nektardrüse. Der Fruchtknoten ist eiförmig, etwa 2,5 Millimeter lang, dicht daunig behaart und sitzend. Der Griffel ist lang, beinahe vollständig geteilt und hat auseinander stehende Hälften. Die Narbe ist gespalten. Die Früchte sind etwa 5 Millimeter lange, fein behaarte Kapseln.

## Verbreitung und Ökologie
Das natürliche Verbreitungsgebiet liegt im Osten des Autonomen Gebiet Tibet im Kreis Zayü. Dort wächst die Art auf Berghängen und in Tälern in einer Höhe von etwa 3400 Metern.

## Systematik
Salix divergentistyla ist eine Art aus der Gattung der Weiden (Salix) in der Familie der Weidengewächse (Salicaceae). Dort wird sie der Sektion Psilostigmatae zugeordnet. Sie wurde 1979 von Fang Zhenfu in den Acta Phytotaxonomica Sinica wissenschaftlich beschrieben. Es sind keine Synonyme bekannt.